# Phlebarcys
Phlebarcys is een geslacht van halfvleugeligen uit de familie schuimcicaden (Cercopidae). De wetenschappelijke naam van dit geslacht is voor het eerst geldig gepubliceerd in 1910 door Schmidt.

## Soorten
Het geslacht Phlebarcys omvat de volgende soorten:
- Phlebarcys basiplagiata Schmidt, 1910
- Phlebarcys incurvata Lallemand, 1928
- Phlebarcys klossi Lallemand, 1928
- Phlebarcys rubripennis Schmidt, 1910
- Phlebarcys uniplagiata Schmidt, 1910